# VfV 06 Hildesheim
Der VfV Borussia 06 Hildesheim (offiziell: Verein für Volkssport Borussia von 1906 e. V. Hildesheim), umgangssprachlich oft nur VfV, VfV Hildesheim oder VfV 06 Hildesheim genannt, ist ein Fußballverein aus Hildesheim. Der Verein entstand am 1. Juli 2003 durch Fusion der Fußballabteilung des VfV Hildesheim mit dem Sportverein Borussia Hildesheim.

## Geschichte
Da der VfV Hildesheim die Verantwortung für die finanziellen Risiken der Fußballer nicht mehr übernehmen konnte, wurde auf der Mitgliederversammlung Ende 2002 dem Antrag zugestimmt, die Fußballabteilung mit Ende der Spielzeit 2002/03 unter dem Namen VfV Hildesheim FC in die Eigenständigkeit zu entlassen. Der Hauptverein übernahm den Großteil der Schulden, und der VfV FC konnte auch weiterhin das Friedrich-Ebert-Stadion und die vorhandene Infrastruktur nutzen.
Drei Jahre vor dem Jubiläum stand es um Borussia Hildesheim nicht gut. Sportlich spielte Borussia 06 längst nur noch in den Niederungen der Kreisklasse Hildesheim und finanziell war es auch nicht zum Besten bestellt. Den Vorstand plagten Zweifel, ob der Klub das 100-jährige Bestehen noch würde erleben können.
Anfang 2003 reifte die Idee zu einem Zusammenschluss der beiden Hildesheimer Traditionsvereine. Borussia 06 hatte im FC Hildesheim von 1906 seinen ältesten Vorgängerclub, der VfV FC im FV Britania von 1904. Die Fußballer des VfV hatten neben der Oberligalizenz und dem Management der 1. Mannschaft zahlreiche hochspielende Jugendteams, nach dem Austritt aus dem Hauptverein jedoch keinen Vorstand. Der SV Borussia 06 hatte eine funktionierende Vorstandschaft und neben dem Kreisligateam auch einige Nachwuchsmannschaften.
Im Frühjahr 2003 wurde schließlich die Idee in die Tat umgesetzt und die Fusionsgespräche der beiden Klubs wurden aufgenommen. Die Mitglieder des SV Borussia 06 hatten zunächst große Bedenken, mit dem größeren Nachbarn zusammenzugehen. Doch die Fusion bedeutete auch den „Aufstieg“ von der Kreisliga in die Oberliga Niedersachsen/Bremen und somit in eine Spielklasse, welcher der Klub schon seit Jahrzehnten nicht mehr angehörte. Schließlich wurde dem Namen „VfV“ auch noch „Borussia 06“ hinzugefügt und die Mitglieder stimmten am 12. Mai der Fusion zu.
Am 1. Juli 2003 wurde die Trennung der Fußballabteilung vom VfV-Hauptverein offiziell vollzogen. Die zwischendurch gehegte Hoffnung, mit Concordia Hildesheim würde sich auch der dritte Hildesheimer Traditionsclub anschließen, erfüllte sich jedoch nicht.
Es wurde eine Werbekampagne gestartet, um den neuen Verein bei Fans und Sponsoren bekannt zu machen. Ein Wettbewerb für ein Vereinswappen verhalf zu einem neuen Logo. Außerhalb des Vereins und erst recht der Stadtgrenzen konnte sich der neue Name kaum durchsetzten, der Klub wird weiterhin VfV genannt. Sportlich gesehen kam der Zusammenschluss der beiden Vereine 30 Jahre zu spät, spielte Borussia 06 doch in den 1970er Jahren immerhin noch in der Bezirksliga.
2015 wurden die Hildesheimer Vizemeister der Oberliga Niedersachsen hinter der SV Drochtersen/Assel und qualifizierten sich somit für die Relegationsspiele zur Regionalliga Nord. Das erste Spiel der Aufstiegsrunde verlor der VfV 06 beim Bremer SV mit 1:2. Die VfVer (aktueller Marketing-Name: Die Domstadtelf) waren jedoch eine Woche später im Heimspiel gegen den TSV Schilksee mit 3:2 erfolgreich, konnten die Relegationsrunde für sich entscheiden und in die Regionalliga Nord aufsteigen. Somit waren sie nach elf Jahren wieder viertklassig.
In die erste Regionalligasaison startete der VfV 06 vor 3.000 Zuschauern mit einem 4:1-Heimerfolg gegen den FC St. Pauli II. Im weiteren Verlauf der Hinrunde lag die Mannschaft jedoch meist auf einem Abstiegsplatz. Erst mit einer Erfolgsserie in der Rückrunde konnte sich das Team, welches in der Winterpause auf einigen Positionen verstärkt wurde, fangen und in der Tabelle langsam Richtung Mittelfeld klettern. Auch einen Leistungseinbruch gegen Ende der Saison konnten die VfVer rechtzeitig wieder wettmachen und mit fünf Punkten Vorsprung auf einen Abstiegsplatz die Liga halten. Der langjährige Trainer Jürgen Stoffregen beendete daraufhin seine Karriere.
In der Saison 2016/17 spielte Hildesheim unter dem neuen Trainer Mario Block wieder gegen den Abstieg. Fünf Spiele vor Saisonende wurde Block entlassen. Jürgen Stoffregen kehrte für die verbleibenden Partien zurück. Am letzten Spieltag sicherte sich der VfV durch ein 1:1 gegen St. Pauli II bei einem gleichzeitigen Sieg von Werder Bremen II gegen den VfR Aalen in der 3. Liga den Klassenerhalt. Für die Saison 2017/18 wurde Jörg Goslar als Trainer verpflichtet. Während der Saison wurde Goslar entlassen und Thomas Siegel als Trainer angestellt, der jedoch den Abstieg in die Oberliga nicht verhindern konnte.
Im Jahre 2020 gelang als Meister der Oberliga Niedersachsen der Wiederaufstieg in die Regionalliga Nord. Aus dieser stiegen sie 2023 wieder ab. Mit Marcel Hartmann  und Björn Kollecker übernahmen die beiden ehemaligen Co-Trainer von Markus Unger die Doppel-Cheftrainerposition.
Am 25. Mai 2024 besiegte der VfV Hildesheim den Oberligakonkurrenten SV Atlas Delmenhorst  im Finale des Niedersachsenpokals mit 2:0. Damit trat der Verein erstmals seit der Fusion und seit der Teilnahme des Vorgängervereins VfV Hildesheim vor 47 Jahren wieder im DFB-Pokal an, wo er mit 0:7 in der 1. Runde gegen die SV 07 Elversberg ausschied.

## Ligazugehörigkeit
- 2003/04: Oberliga Niedersachsen/Bremen – 4. Liga
- 2004–2008: Niedersachsenliga West – 5. Liga
- 2008/09: Oberliga Niedersachsen West – 5. Liga
- 2009/10: Oberliga Niedersachsen Ost – 5. Liga
- 2010–2015: Oberliga Niedersachsen – 5. Liga
- 2015–2018: Regionalliga Nord – 4. Liga
- 2018–2020: Oberliga Niedersachsen – 5. Liga
- 2020–2023: Regionalliga Nord – 4. Liga
- seit 2023: Oberliga Niedersachsen – 5. Liga

## Erfolge
Niedersachsenpokal
- Saison 2011/12 Halbfinale
- Saison 2023/24 Sieg

Oberliga Niedersachsen
- Saison 2019/20: 1. Platz, Aufstieg in die Regionalliga Nord
- Saison 2014/15: 2. Platz, Gewinn der Relegationsrunde und Aufstieg in die Regionalliga Nord

im Futsal:
- 2007: Deutscher Vizemeister, Norddeutscher Meister
- 2008: 3. Platz bei den deutschen Meisterschaften und Norddeutscher Meister
- 2009: Deutscher Vizemeister, Norddeutscher Meister
- 2010: 4. Platz bei den deutschen Meisterschaften und Norddeutscher Vizemeister

## Vorgängervereine

### VfV Hildesheim
- 1945 Nach dem Zweiten Weltkrieg gegründet, vereinte der VfV zahlreiche Vorkriegsvereine unter einem gemeinsamen Dach. Der Vorgängerverein der VfV-Fußballer ist der „(TuSS) Hildesheim 07“ und somit der Fußballverein „Britania“ von 1904, sowie die „Sportliche Vereinigung“ von 1918.
- der VfV übernahm das Gelände der ehemaligen „Spielvereinigung 07“, mit dem Friedrich-Ebert-Stadion.
- Ende 2002 wurde auf der VfV Mitgliederversammlung dem Antrag zugestimmt, die Fußballabteilung mit Ende der Spielzeit 2002/03 unter dem Namen „VfV Hildesheim FC“ in die Eigenständigkeit zu entlassen.
- Am 1. Juli 2003 wurde die Trennung der Fußball-Abteilung vom VfV-Hauptverein offiziell vollzogen. Der „VfV Hildesheim FC“ fusionierte mit dem der „SV Borussia 06“ zum „VfV Borussia 06 Hildesheim“ (VfV 06).

#### Erfolge
Der VfV spielte bis 1967 immer erst- oder zweitklassig, kam auf sechs Erstligajahre und gewann zweimal den Niedersachsenpokal. Vor dem Ersten Weltkrieg war der Klub zudem unter dem Namen SV Hohenzollern (im Jahr 1907 wurde der FV Britania umbenannt) drei Jahre und vor dem Zweiten Weltkrieg als Hildesheim 07 insgesamt 13 Jahre in den höchsten Spielklassen vertreten.

### SV Borussia 06 Hildesheim
- 1946 Fusion des RSV Hildesheim mit der „Reichsbahn SG“ zum „RSV Borussia 06“.

Der RSV Hildesheim stand in der Tradition des am 1. Juli 1906 gegründeten FC Hildesheim, der sich 1908 dem Norddeutschen Fußball-Verband anschloss. 1919 ging der Klub in dem „FC Himmelsthür 1912“ auf und wurde in „Rasensportverein 06“ (RSV) umbenannt.
- 1948 nach Trennung der Eisenbahner zu „SV Borussia 06“ umbenannt
- 1951 am 7. Oktober wurde der Sportplatz an der Lucienvörder Allee eröffnet
- 2003, am 12. Mai, stimmten die Mitglieder für einen Zusammenschluss mit der Fußballabteilung des „VfV“

#### Erfolge
Borussia 06 spielte 1948/49 und von 1952 bis 1960 in der Amateurliga bzw. der Amateuroberliga (2. Liga). Vor dem Zweiten Weltkrieg war Hildesheim 06 in den Jahren 1923/24 und von 1930 bis 1936 erstklassig und gewann 1933 den Südkreispokal.